# Municipio de Sumner (Dakota del Sur)
El municipio de Sumner (en inglés: Sumner Township) es un municipio ubicado en el condado de Spink en el estado estadounidense de Dakota del Sur. En el año 2010 tenía una población de 11 habitantes y una densidad poblacional de 0,12 personas por km².

## Geografía
El municipio de Sumner se encuentra ubicado en las coordenadas 45°0′54″N 98°9′59″O / 45.01500, -98.16639. Según la Oficina del Censo de los Estados Unidos, el municipio tiene una superficie total de 93.51 km², de la cual 93,47 km² corresponden a tierra firme y (0,04 %) 0,04 km² es agua.

## Demografía
Según el censo de 2010, había 11 personas residiendo en el municipio de Sumner. La densidad de población era de 0,12 hab./km². De los 11 habitantes, el municipio de Sumner estaba compuesto por el 100 % blancos. Del total de la población el 0 % eran hispanos o latinos de cualquier raza.